# Алашахан
Алашахан — средневековое городище XV—XVII веков. Расположено в 18 км от аула Улытау, на левом берегу реки Каратал. Открыто археологической экспедицией под руководством А. Х. Маргулана. Исследованы остатки крепостного вала и оборонительной стены из крупного сырцового кирпича и глины, смешанной с гравием. Главная крепость — четырёхугольной формы (90×92 м), окруженная стеной (ширина 4,5 м) и рвом шириной 3,5—4 м, на углах остались следы от башен. Ворота расположены на юге. На востоке от крепости находится малая крепость также четырёхугольной формы (65x70 м).